# Zmiana imienia i nazwiska
Zmiana imienia i nazwiska – zapisanie w akcie urodzenia lub metryce chrztu zamiast dotychczas używanego imienia (imion) lub nazwiska (w tym rodowego) bądź obu z nich – nowego imienia lub nazwiska, wybranego przez zainteresowanego i dopuszczalnego przez prawo. Zmiana odbywa się wyłącznie na wniosek własny osoby. Jej skutkiem jest możliwość, ale i obowiązek stosowania imienia i nazwiska w nowym brzmieniu, zwłaszcza przed organami władzy czy na przykład w dowodzie osobistym.

## Zmiana imienia i nazwiska w prawie polskim
W Polsce zmianę reguluje ustawa z dnia 17 października 2008 r. o zmianie imienia i nazwiska (Dz.U. z 2021 r. poz. 1988). Niektórych przepisów należy także szukać w ustawie z dnia 28 listopada 2014 r. – Prawo o aktach stanu cywilnego (PASC, Dz.U. z 2025 r. poz. 594). Zgodnie z art. 70 PASC, rodzice mogą w ciągu 6 miesięcy od daty sporządzenia aktu urodzenia złożyć kierownikowi USC pisemne oświadczenia o zmianie imienia lub imion dziecka.
Zmianie ulec może zarówno imię nadane przez rodziców, imię (nazwisko) zmienione wskutek późniejszych zdarzeń (patrz niżej), jak i już zmienione w opisywanym trybie. Zmiana imienia i nazwiska według przepisów prawa jest czynnością urzędową i podlega odpowiednio państwowej bądź kościelnej procedurze administracyjnej. Wobec imienia i nazwiska osoby obowiązuje zasada ich trwałości (niezmienności), od której prawo przewiduje tylko nieliczne wyjątki. Technicznie zmiana polega na wpisaniu wzmianki dodatkowej (adnotacji) na akcie, rzadziej – na fizycznym przekreśleniu poprzedniego wpisu.
Faktyczne przyczyny zmiany imienia i nazwiska mogą być różne. Imię bądź nazwisko:
- może być ośmieszające lub niepoważne,
- może podlegać naturalizacji (tj. spolszczeniu),
- może podlegać dostosowaniu do długotrwale używanego innego imienia czy nazwiska,
- może być zbyt niejednoznaczne w związku z jego popularnością lub podobieństwem do innych nazw, zwłaszcza nazwisk do imion.

Szczególnymi przypadkami faktycznej zmiany nazwiska, rzadziej imienia, są także małżeństwo, rozwód, unieważnienie małżeństwa oraz orzeczenia związane z ustalaniem pochodzenia dziecka.

## Zasady zmiany imion i nazwisk w Unii Europejskiej
Z reguły procedura zmiany imienia bądź nazwiska następuje na pisemny wniosek osoby ubiegającej się o zmianę, skierowany do właściwego organu. W większości krajów UE wniosek taki musi być uzasadniony. W Holandii i Portugalii, poza uzasadnieniem, do wniosku należy dołączyć dokumenty potwierdzające celowość składania wniosku. Wyjątek w tym względzie stanowią Austria i Dania, gdzie zmiana może nastąpić bez podania przyczyn. Zmiana nazwiska w Niemczech może zostać przeprowadzona w trybie administracyjnym, w przypadku uzasadnionym ważnymi powodami. We Francji, gdzie procedura zmiany nazwiska jest bardzo trudna i długotrwała, rozpatrzenie umotywowanego wniosku poprzedzone jest publikacją tekstu o zamiarze zmiany nazwiska w Dzienniku Ustaw i dzienniku ogłoszeń prawnych, a decyzja o wyrażeniu zgody na zmianę, wydawana jest nie wcześniej, niż po upływie dwóch miesięcy od daty opublikowania tekstu w Dzienniku. We Francji prawo zezwala na używanie drugiego nazwiska tzw. nazwisko używane, które w dokumentach tożsamości widnieje pod nazwiskiem głównym (wpisanym w akcie urodzenia).
O zmianę nazwiska mogą ubiegać się, poza obywatelami danego państwa, także cudzoziemcy nieposiadający obywatelstwa żadnego państwa, jeżeli posiadają w kraju składania wniosku miejsce stałego pobytu oraz cudzoziemcy, którzy uzyskali w danym państwie status uchodźcy.
Ustawodawcy Polski, Austrii, Danii, Hiszpanii, Holandii, Niemiec, Portugalii, Włoch, Francji, Węgier i Szwecji przewidzieli katalogi przypadków, w których urzędy mają podstawę do odrzucenia lub wydania zezwolenia na zmianę imienia lub nazwiska. Najczęściej pojawiające się ustawowe powody umożliwiające dokonanie zmiany:
- zawarcie związku małżeńskiego,
- rozwód,
- uznanie ojcostwa,
- przysposobienie,
- ośmieszające lub nieprzyzwoite brzmienie dotychczasowego nazwiska
- dotychczasowe nazwisko działa na szkodę danej osoby
- wnioskodawca chce otrzymać nazwisko swojego partnera
- dodanie innego nazwiska do noszonego

Odmowa wydania zgody dotyczy przede wszystkim wniosków o zmianę na nazwisko historyczne, wsławione na polu nauki, kultury, polityki, mogące sugerować bezpośrednie pokrewieństwo ze znanym lub historycznym rodem. Wyjątek stanowi sytuacja, w której osoba ubiegająca się o zmianę udokumentuje posiadanie członków rodziny o takim nazwisku.
Wyjątek w tym względzie stanowi Wielka Brytania, gdzie brak jest procedury prawnej regulującej powyższe. Obywatel może zmienić swoje nazwisko w dowolnym czasie, pod warunkiem, że będzie tylko używał swojego nowego imienia lub nazwiska, i jednocześnie zrzeka się poprzedniego. Robi się to przy świadomości, że w niektórych przypadkach wystąpi konieczność okazania dowodu na to, że taka zmiana nastąpiła. Dowodem zwykle jest samo-zaświadczenie w formie wydania osobiście dokumentu prawnego tzw. „Deed Poll”, lub zamieszczone w prasie publiczne obwieszczenie dokonania zmiany.
W państwach Unii Europejskiej procedurę zmiany imienia i/lub nazwiska regulują następujące przepisy:
- Polska[3],
- Austria[4],
- Dania[5],
- Szwecja[6],
- Francja[7],
- Hiszpania[8],
- Włochy[9],
- Niemcy[10],
- Holandia[11],
- Węgry[12],
- Portugalia[13]

## Zmiana imienia nadanego przy chrzcie
Zmiana imienia w księgach wyznaniowych jest możliwa w uzasadnionych przypadkach za zgodą kurii biskupiej bądź podobnej instytucji dla innych wyznań.